# 克勞福德維爾 (印地安納州)
克勞福茲維爾（英語：Crawfordsville）是一個位於美國印地安納州蒙哥馬利縣的城市。根據2010年美國人口普查，該地共人口15915人，而該地的面積約為25.04平方千米。同時該地也是蒙哥馬利縣的縣治。

## 地理
克勞福茲維爾的座標為40°02′20″N 86°53′48″W / 40.03889°N 86.89667°W，而該地的平均海拔高度為242米（即794英尺）。